# Dlja tebja
Dlja tebja (For You), ett musikalbum av Anzjalika Ahurbasj, släppt 1999.

## Låtlista
1. Zjuravlik (Crane)
2. Tolko ty (Only You)
3. Baby (Baby)
4. Utro (Morning)
5. Letnij znoj (Summer Heat)
6. Ty uzje ne maltjik (You Are Not A Boy)
7. Ostansja (Stay)
8. Ty nuzjen mne (I Need You)
9. Dozjd (Rain)
10. Romasjka (Cammomile)
11. Osennij marafon (Autmn Marathon)
12. Do svidanja (Good-Bye)
13. Tolko pozovi (Just call me)
14. Bumazjnaya luna (Paper Moon)